# Roman Macek
Roman Macek (Zlín, 18 aprile 1997) è un calciatore ceco, centrocampista del Lugano.

## Caratteristiche tecniche
Centrocampista completo, di piede destro, può essere impiegato sia in posizione centrale che sulle fasce. Dotato tecnicamente, molto veloce e abile nel dribbling, per le sue caratteristiche è stato paragonato a Pavel Nedvěd.

## Carriera

### Club
Cresciuto nel settore giovanile del Fastav Zlín, nel 2013 si trasferisce alla Juventus. Trascorre due stagioni e mezzo con la formazione Primavera del club bianconero, con cui vince il Torneo di Viareggio 2016. Il 17 gennaio 2017 viene ceduto in prestito con diritto di riscatto e contro-riscatto al Bari, con cui esordisce tra i professionisti quattro giorni dopo, nella partita persa 2-0 contro il Cittadella. Dopo aver collezionato 16 presenze con il club pugliese, il 9 agosto passa con la stessa formula alla Cremonese.
Il 31 agosto 2018 si trasferisce, sempre a titolo temporaneo, al Lugano. Il 27 gennaio 2019 viene riscattato dal club svizzero.

### Nazionale
Ha giocato con le varie rappresentative giovanili della Repubblica Ceca, debuttando con l'under-21 il 24 marzo 2017, in occasione dell'amichevole vinta per 4-1 contro la Slovacchia.

## Statistiche

### Presenze e reti nei club
Statistiche aggiornate al 25 maggio 2024.
| Stagione        | Squadra         | Campionato      | Campionato | Campionato | Coppe nazionali | Coppe nazionali | Coppe nazionali | Coppe continentali | Coppe continentali | Coppe continentali | Altre coppe | Altre coppe | Altre coppe | Totale | Totale | Totale |
| Stagione        | Squadra         | Comp            | Pres       | Reti       | Comp            | Pres            | Reti            | Comp               | Pres               | Reti               | Comp        | Pres        | Reti        | Pres   | Reti   |        |
| --------------- | --------------- | --------------- | ---------- | ---------- | --------------- | --------------- | --------------- | ------------------ | ------------------ | ------------------ | ----------- | ----------- | ----------- | ------ | ------ | ------ |
| gen.-giu. 2017  | Bari            | B               | 16         | 0          | CI              | -               | -               | -                  | -                  | -                  | -           | -           | -           | 16     | 0      |        |
| 2017-2018       | Cremonese       | B               | 10         | 1          | CI              | 0               | 0               | -                  | -                  | -                  | -           | -           | -           | 10     | 1      |        |
| 2018-2019       | Lugano          | SL              | 3          | 0          | CS              | 1               | 0               | -                  | -                  | -                  | -           | -           | -           | 4      | 0      |        |
| 2019-2020       | Lugano          | SL              | 5          | 0          | CS              | 0               | 0               | UEL                | 0                  | 0                  | -           | -           | -           | 5      | 0      |        |
| 2020-2021       | Lugano          | SL              | 23         | 0          | CS              | 3               | 0               | -                  | -                  | -                  | -           | -           | -           | 26     | 0      |        |
| 2021-2022       | Lugano          | SL              | 0          | 0          | CS              | 0               | 0               | -                  | -                  | -                  | -           | -           | -           | 0      | 0      |        |
| 2022-2023       | Lugano          | SL              | 29         | 0          | CS              | 4               | 0               | UECL               | 0                  | 0                  | -           | -           | -           | 33     | 0      |        |
| 2023-2024       | Lugano          | SL              | 31         | 1          | CS              | 5               | 1               | UEL+UECL           | 2+5                | 0                  | -           | -           | -           | 43     | 2      |        |
| Totale Lugano   | Totale Lugano   | Totale Lugano   | 91         | 1          |                 | 13              | 1               |                    | 7                  | 0                  |             | -           | -           | 111    | 2      |        |
| Totale carriera | Totale carriera | Totale carriera | 117        | 2          |                 | 13              | 1               |                    | 7                  | 0                  |             | -           | -           | 137    | 3      |        |

### Cronologia presenze e reti in nazionale
| Cronologia completa delle presenze e delle reti in nazionale ― Rep. Ceca under 21 | Cronologia completa delle presenze e delle reti in nazionale ― Rep. Ceca under 21 | Cronologia completa delle presenze e delle reti in nazionale ― Rep. Ceca under 21 | Cronologia completa delle presenze e delle reti in nazionale ― Rep. Ceca under 21 | Cronologia completa delle presenze e delle reti in nazionale ― Rep. Ceca under 21 | Cronologia completa delle presenze e delle reti in nazionale ― Rep. Ceca under 21 | Cronologia completa delle presenze e delle reti in nazionale ― Rep. Ceca under 21 | Cronologia completa delle presenze e delle reti in nazionale ― Rep. Ceca under 21 |
| Data                                                                              | Città                                                                             | In casa                                                                           | Risultato                                                                         | Ospiti                                                                            | Competizione                                                                      | Reti                                                                              | Note                                                                              |
| --------------------------------------------------------------------------------- | --------------------------------------------------------------------------------- | --------------------------------------------------------------------------------- | --------------------------------------------------------------------------------- | --------------------------------------------------------------------------------- | --------------------------------------------------------------------------------- | --------------------------------------------------------------------------------- | --------------------------------------------------------------------------------- |
| 24-3-2017                                                                         | Karviná                                                                           | Rep. Ceca under 21                                                                | 4 – 1                                                                             | Slovacchia under 21                                                               | Amichevole                                                                        | -                                                                                 | 62’                                                                               |
| 23-3-2018                                                                         | Karviná                                                                           | Rep. Ceca under 21                                                                | 2 – 1                                                                             | Croazia under 21                                                                  | Qual. Europeo Under-21 2019                                                       | -                                                                                 | 66’ 91’                                                                           |
| 27-3-2018                                                                         | Xanthi                                                                            | Grecia under 21                                                                   | 3 – 0                                                                             | Rep. Ceca under 21                                                                | Qual. Europeo Under-21 2019                                                       | -                                                                                 | 77’                                                                               |
| Totale                                                                            |                                                                                   | Presenze                                                                          | 3                                                                                 |                                                                                   | Reti                                                                              | 0                                                                                 |                                                                                   |

## Palmarès

### Club

#### Competizioni giovanili
- Torneo di Viareggio: 1

Juventus: 2016